# Sceic el Abu
Sceic el Abu är en ö i Eritrea.   Den ligger i regionen Södra rödahavsregionen, i den norra delen av landet, 90 km nordost om huvudstaden Asmara. Arean är 0,23 kvadratkilometer.
Terrängen på Sceic el Abu är mycket platt. Öns högsta punkt är 9 meter över havet. Den sträcker sig 0,5 kilometer i nord-sydlig riktning, och 0,7 kilometer i öst-västlig riktning.